# Gobierno interino de Irán

Sello del Gobierno Interino de Irán

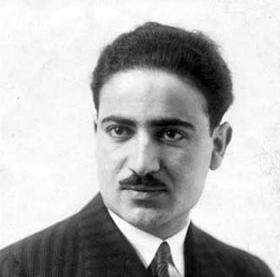
Mehdi Bazargan, primer ministro del gobierno interino de Irán, de joven.

El gobierno interino de Irán (1979-1980) fue el primer gobierno establecido en Irán después de la Revolución Islámica. Este gobierno estaba formado por orden del ayatolá Ruhollah Jomeini de 4 de febrero de 1979, en competición con Shapur Bajtiar (el último primer ministro del Sah) quien aún reclamaba el poder. Mehdí Bazargán fue el primer ministro del gobierno interino y presentó un gabinete de siete miembros el 14 de febrero de 1979. Entre las medidas principales, se volvió a exportar petróleo, rompió con la CENTO y nacionalizó la banca, las aseguradoras y las principales industrias. 
El anuncio de Jomenini vino tres días después del pronunciamiento oficial del ejército anunciando la neutralidad del ejército (última esperanza de Bajtiar) en los conflictos entre los partidarios de Jomeini y los de Bajtiar. Bajtiar dimitió el mismo día 11 de febrero. Este día es oficialmente denominado como el Día de la victoria de la revolución islámica. 
En octubre de 1979 se producen manifestaciones de millones de iránies al saberse que el Sah está refugiado en Estados Unidos para tratarse de un cáncer, y reclamaron su extradición. 
El gobierno interino no duró hasta que se formó un nuevo gobierno constitucional, sino que dimitió después de la toma de rehenes oficiales de la embajada estadounidense el 6 de noviembre de 1979, un acto al que el gobierno se opuso pero que apoyó el líder revolucionario Jomeini. En efecto, el primer ministro y todos los miembros de su gabinete dimitieron en masa el 6 de noviembre de 1979, después de que se tomaran rehenes en la Embajada estadounidense dos días antes, el 4 de noviembre. En su carta a Jomeini, Bazargán afirmó que "...repetidas interferencias, inconveniencias, objeciones y disputas han hecho que mis colegas y yo seamos incapaces de continuar [cumpliendo] nuestros deberes...".
El poder pasó entonces a manos del Consejo Revolucionario. Bazargán había sido partidario del borrador de constitución revolucionaria original más que de la teocracia de juristas islámicos, y su dimisión fue recibida por Jomeini sin protesta, diciendo que "el señor Bazargán ... estaba un poco cansado y prefirió estar apartado durante un tiempo." Jomeini más tarde describió su nombramiento de Bazargán como un "error."
El 2 de diciembre de 1979 se vota y aprueba una nueva Constitución y en las elecciones presidenciales del 25 de enero de 1980 es nombrado presidente Abolhasán Bani Sadr.